# Schengen

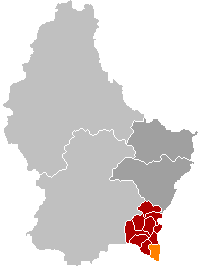
Localização de Schengen, no Luxemburgo

Schengen (a expressão portuguesa Chengueno está documentada em documentos oficiais, mas é rara) é uma pequena localidade produtora de vinho, sede da comuna homônima, situada no cantão de Remich, distrito de Grevenmacher, no sudeste do Luxemburgo. Fica próxima ao ponto em que se unem as fronteiras de Alemanha, França e Luxemburgo. É parte do município de Remerschen no cantão de Remich. Sua população em 2004 era de 425 habitantes. 
A vila tornou-se famosa em 14 de junho de 1985 quando o Acordo de Schengen foi assinado a bordo do barco Princesse Marie-Astrid no rio Mosela.

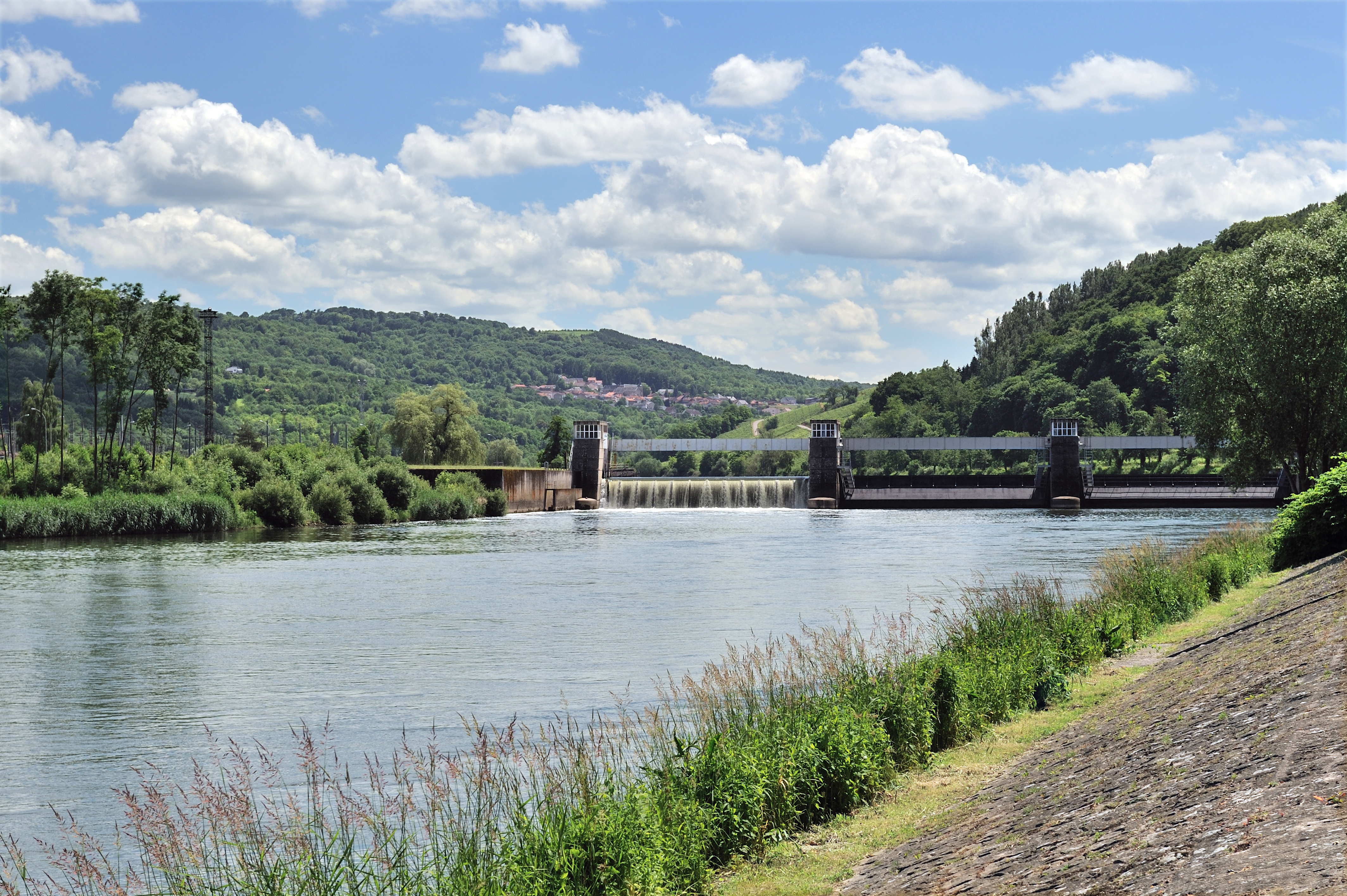
O rio Mosela em Schengen. Ao fundo, a barragem Schengen-Apach.
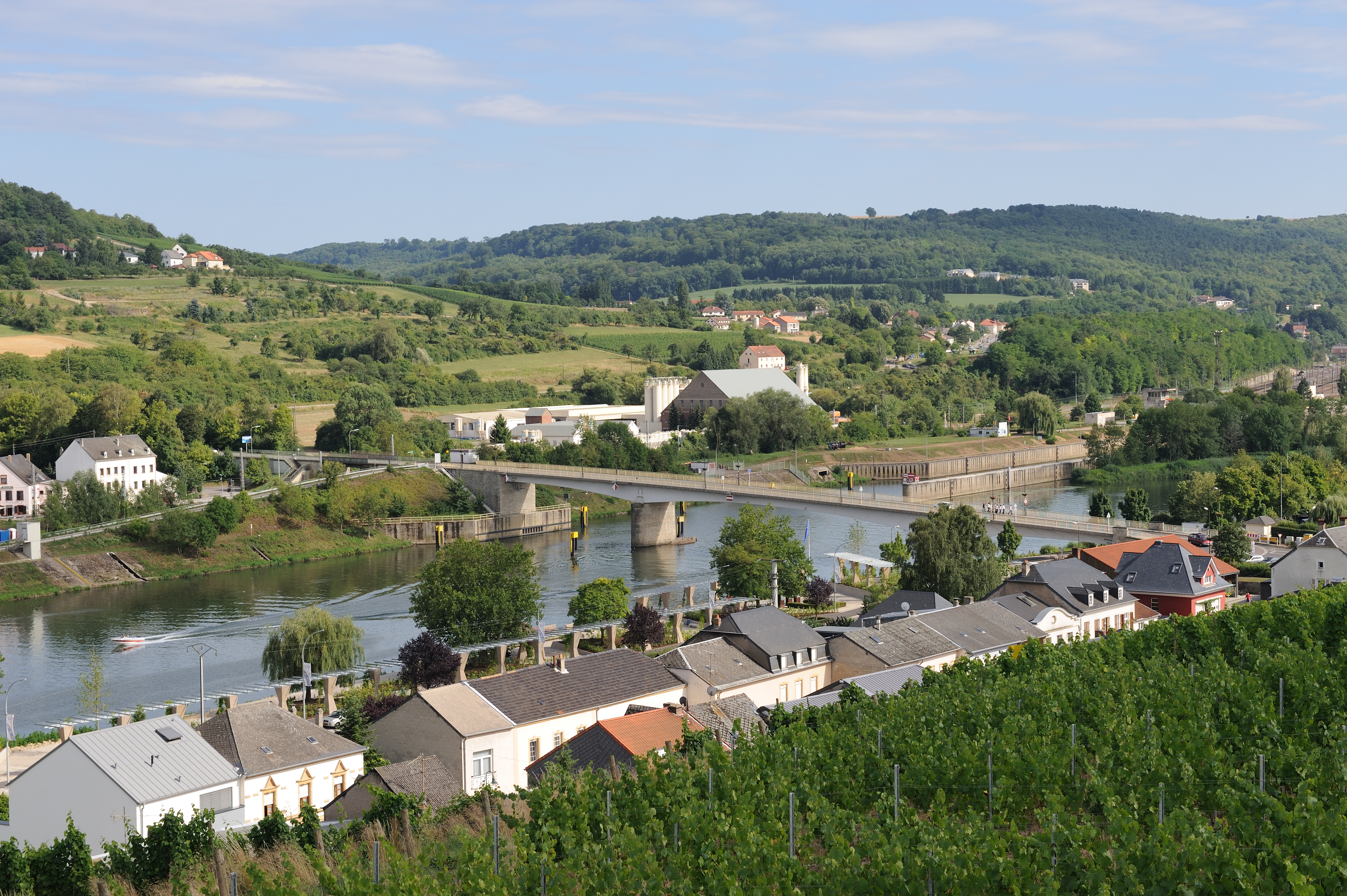
Vista de Schengen, desde Markusberg.

## Seções da comuna de Schengen
- Remerschen
- Schengen (sede)
- Wintrange